# Atriplex stocksii
Atriplex stocksii är en amarantväxtart som beskrevs av Pierre Edmond Boissier. Atriplex stocksii ingår i släktet fetmållor, och familjen amarantväxter. Utöver nominatformen finns också underarten A. s. sokotranum.